# 家春秋 (1987年电视剧)
《家春秋》是四川电视台和上海电视台根据巴金小说《家》、《春》、《秋》改编而联合拍摄的民国剧，全剧共19集。

## 故事大綱
电视剧围绕“五四”运动时期高氏豪门书香门第里以高老太爷和克明为代表的反面封建人物的影响下。梅芬抑郁而死，瑞珏命运悲惨，鸣凤投湖自杀。同时写出了觉慧觉新兄弟思想的差异以及感情经历。

## 演員表
- 林达信饰 高觉新
- 陈晓旭饰 梅芬
- 孙启新饰 高觉民
- 张 莉 饰 鸣凤
- 徐娅 饰 瑞珏
- 傅以宏饰 高觉慧
- 杨昆 饰 淑英
- 施天音饰 蕙表妹
- 董梁 饰 高觉英
- 郭伟琳饰 张氏
- 邰华 饰 高老太爷
- 张先衡饰 高克明
- 李长年饰 高克安
- 吕凉 饰 高克定
- 宋忆宁饰 琴
- 王玉珍饰 琴的母亲
- 郑毓芝饰 陈姨太
- 张锋 饰 剑云
- 于菁 饰 淑华
- 鞠士宏饰 王氏
- 方青卓饰 沈氏
- 毛依文饰 淑贞
- 章非 饰 冯乐山